# Neutrinoastronomi
Neutrinoastronomi är ett nytt fönster mot universum, som går ut på att studera dels de väldiga flöden av neutriner som når oss från stjärnor i olika stadier av sina livscykler, dels en trolig bakgrundsstrålning av samma ursprung som den elektromagnetiska. Denna vetenskap är fortfarande i sin linda – de enda hittills bekräftade utomjordiska källorna är solen och supernovan SN 1987A. Svårigheten ligger i att över huvud taget kunna detektera neutrinerna, som nästan inte alls växelverkar med vanlig materia. Att kunna observera astronomiska fenomen i ”ljuset” av neutriner är trots allt en tillräckligt lovande informationskälla för att motivera stora ansträngningar för att utveckla fungerande detekteringssystem.

## Förekomst
Astrofysiker beräknar att universums samlade massa är ungefär sex gånger mer än den samlade massan av synliga objekt. Trots att neutrinons massa är försvinnande liten — man har tidigare tvivlat på att elektronneutrinon har någon massa alls — finns neutriner i ett så ofattbart stort antal att de bör bidra till att förklara en del av den mörka materia, som man på senare år kommit fram till måste finnas. 
Neutrinon är universums mest förekommande partikel. Man har uppskattat att ungefär 100 miljarder neutriner passerar en mänsklig tumnagel per sekund, dag som natt. Det är dock endast en eller två, som kommer att växelverka i kroppen under en livstid. Energin hos dessa neutriner varierar från källor som bakgrundsstrålningens på 100 μeV, solens runt 100 keV, naturligt radioaktiva sönderfalls på 1 MeV, supernovors och kärnreaktorers runt 10 MeV, till kosmisk strålnings i atmosfären och aktiva galaxkärnors uppåt TeV – PeV. 

## Observationella utmaningar
Att neutrinerna är svårfångade inses av att vi inte märker det minsta av att dagligen och på natten, rakt genom hela jorden, bli utsatta för det enorma neutrinoflödet från de termonukleära reaktionerna i solens inre. Jorden som träffyta ger bara upphov till en växelverkan per 1036 atomer, där varje träff endast ger ett fåtal mätbara fotoner eller transmuterat grundämne. För att kunna observera neutriner måste en detektor inte bara ha stor massa utan även ett känsligt system som förstärker den mätbara signalen.
Eftersom signalen är svag, blir det av största vikt att eliminera alla tänkbara bakgrundsstörningar. De främsta källorna till detektorbrus är från radioaktivt sönderfall och skurar av partiklar från kosmisk strålning som slår in i atmosfären. Kosmisk strålning kan avskärmas med massiva sköldar och förläggs därför företrädesvis djupt under jord, is eller vatten. Inverkan från radioaktiva isotoper måste också reduceras, eftersom de avger energirika partiklar när de sönderfaller.
Ambitionen är ju inte bara att studera neutrinerna i sig utan främst att få en bild av den kosmiska källan. ”Bilderna” väntas ge värdefull information om källornas struktur och utvecklinsförlopp. För att det ska vara möjligt räcker det inte att kunna mäta flödet och energin av neutriner utan även den riktning de faller in från. En bra detektor ska alltså även ha vinkelupplösning, vilket de flesta av dagens anordningar saknar.
År 2002 lade Padma Shukla och Lennart Stenflo, Umeå universitet, tillsammans med bl.a. nobelpristagaren Hans Bethe fram en hypotes, som förutspår effektiv neutrino-plasmaväxelverkan, vilken kan ge ytterligare uppslag.

## Detektordesign
Medan det finns flera metoder att registrera neutriner, så har även de som ger riktningsinformation skral vinkelupplösning. För att förbättra vinkelupplösningen kan man sprida och koppla ett antal neutrinodetektorer över en större yta.
Den detektordesign som hittills mest använts består av en väldig mängd vatten eller is omgivet av en uppsättning känsliga ljusdetektorer i form av fotomultiplikatorrör. Denna design drar fördel av förhållandet att partiklar som producerats i växelverkan mellan en inkommande neutrino och en atomkärna i medeltal färdas snabbare än ljusets hastighet i detektormediet (fast givetvis långsammare än ljusets hastighet i vakuum). Detta alstrar en "optisk chockvåg" känd som Tjerenkovstrålning, vilken kan uppfattas av fotomultiplikatorerna.
I Gran Sasso finns en annan typ av neutrinodetektor, där just ljushastigheten som gräns ifrågasatts i september 2011.

## Försöksanläggningar och resultat

### Super-KamiokaNDE
Super-Kamiokande neutrinodetektor (NDE) är förlagd i en japansk gruva 1 km under jord och använder 50 000 ton rent vatten omgivet av 11 000 fotomultiplikatorrör. Den kan avgöra infallsriktningen på inkommande neutriner genom att detektera, vilka av fotomultiplikatorerna som ger signal. Föregångaren KamiokaNDE lyckades detektera skuren av neutriner som härrörde från supernova 1987A och år 1988 användes den för att direkt bekräfta produktionen av solneutriner. Bedrifterna gav professor Masatoshi Koshiba ett delat nobelpris i fysik 2002.

### AMANDA och IceCube

#### AMANDA
AMANDA (Antarctic Muon and Neutrino Detector Array) är ett neutrinoteleskop vid Amundsen–Scott-basen i Antarktis. Eftersom materia är så gott som transparent för neutriner, kan man i Antarktis registrera neutriner även från Norra hemisfären, som då träffar detektorerna underifrån i isen efter att ha passerat rakt igenom hela jordklotet. För annan kosmisk strålning är emellertid jorden ett hinder: jordklotet fungerar alltså som ett jättestort filter för att hindra störningar från andra partiklar i neutrinoregistreringarna. Det är alltså norra himmelssfären man studerar från Sydpolen. Genom att analysera läget av de detektorer som indikerat ett neutrinospår, kan man räkna ut riktningen till den himmelspunkt varifrån neutrinon kommit.
AMANDA är ett samarbetsprojekt mellan flera länder, däribland Sverige, som bidrar med 15 personer. Det består av 18 st 2 km långa borrhål i isen, cylindriskt placerade med 120 m diameter. 677 st fotbollstora detektorer för Tjerenkov-blixtar i 500 m långa strängar är nedsänkta längst ner i borrhålen.
AMANDA togs i full drift 2000 och används för att studera neutriner med ursprung i atmosfären. 

#### IceCube
2005 började man komplettera Amanda med nya, och djupare, hål för att skapa ett större teleskop, "IceCube". Detta färdigställdes den 18 december 2010 och har 5 160 detektorer fördelade på 86 borrhål, 1450…2450 m djupa i isen. Detektorns volym är en kubikkilometer. Av klimatskäl kunde konstruktionsarbetet utföras endast under Antarktis sommar i oktober–februari. Projektet leds av University of Wisconsin–Madison i USA och finansieras främst av National Science Foundation (NSF, USA). Hela projektet har kostnadsberäknats till 272 milj US dollar. Sverige bidrar med 36 milj kr. Andra större bidragsländer är Belgien, Japan, Nederländerna, Nya Zeeland, Tyskland. 
Hålen "borras" med hjälp av varmvatten. När alltsammans är klart kommer detektorerna att ligga spridda i ett isblock på ungefär en kubik-kilometer. 
Tillverkningen av detektorerna, som kallas DOM (Digital Optical Module) delas mellan fyra laboratorier, varav ett i Sverige.